# Nan'an Zhen
Nan'an Zhen (kinesiska: 南岸, 南岸镇) är en köping i Kina. Den ligger i provinsen Yunnan, i den sydvästra delen av landet, omkring 420 kilometer norr om provinshuvudstaden Kunming. Antalet invånare är 13 980. Befolkningen består av 6 567 kvinnor och 7 413 män. Barn under 15 år utgör 23,0 %, vuxna 15-64 år 69 %, och äldre över 65 år 7,0 %.
Genomsnittlig årsnederbörd är 1 301 millimeter. Den regnigaste månaden är juli, med i genomsnitt 313 mm nederbörd, och den torraste är december, med 12 mm nederbörd.